# 3인의 여검객
"3인의 여검객"(3人의 女劍客)은 1969년 공개된 대한민국의 영화이다.

## 배역
- 이대엽: 나필주 역
- 윤정희: 진랑 역
- 김성옥: 구룡 역
- 이수진 (신인): 설매 역
- 양진희 (신인): 설란 역
- 최남현: 백운도사 역
- 황석주 (어린이 역): 진평 역
- 이풍구 (어린이 역): 소년 역
- 이용연 (어린이 역): 동자 역
- 최성: 황호 역
- 임해림: 황표 역
- 장혁: 이완 역
- 이룡: 장의범 역
- 성소민: 박화천 역
- 나일: 검계당 역
- 윤일주: 일풍 역
- 최일: 검계당 역

### 언급되지 않음
- 조덕성: 조선사신 역
- 최삼: 명국사신 역
- 임성포: 장사 B 역
- 최창호: 검계당 역
- 신찬일: 검계당 역
- 김광일: 검계당 역
- 최재호: 검계당 역
- 조향민: 검계당 역
- 이영호: 검계당 역
- 박광진: 의범의 부하 역
- 이경녀: 의범의 부하 역
- 주상호: 의범의 부하 역
- 주일몽: 의범의 부하 역
- 채훈: 농부 A 역
- 추봉: 농부 B 역
- 박철: 농부 C 역
- 김월성: 사령 역
- 송일근: 주막노인 역
- 김경란: 공녀 역
- 임운학: 백성 A 역
- 임동훈: 백성 B 역
- 지방열: 주지승 역

## 스태프
- 연방영화주식회사 제작
- 기획: 양봉식, 최춘지
- 씨나리오: 이영일
- 음악: 정윤주
- 촬영: 유재형
- 조명: 손영철
- 고증담당: 이서구
- 검술담당: 박영진
- 편집: 김희수
- 녹음: 김병수
- 현상: 대영현상소
- 효과: 최형래
- 분장: 송일근
- 의상: 안건호
- 소품: 우종삼
- 스틸: 김병옥
- 제작부장: 황용갑
- 조감독: 박춘배
- 촬영보: 신명의
- 조명보: 박영석
- 제작: 주동진
- 감독: 최인현